# Szakáts Miklós

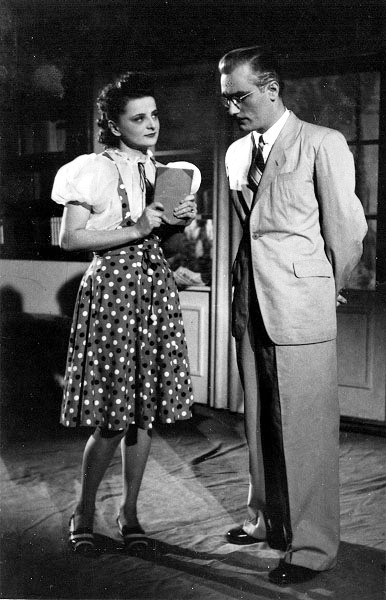
Németh László: Villámfénynél. Kolozsvár, 1942. Fülöp Kató (Sata) és Szakáts Miklós (Doktor Nagy Imre).

Szakáts Miklós (Budapest, 1920. április 30. – Bad Reichenhall, 1984. október 22.) magyar színész.

## Életpályája
1941-ben szerzett diplomát a Színház- és Filmművészeti Főiskola diákjaként. Először Kolozsvárra került, majd a Vígszínház tagja lett. 1943–1944-ben a Madách Színház színésze volt. A második világháborút követően a Vígszínházban, a Nemzeti Színházban, a Művész Színházban és az Ifjúsági Színházban játszott, majd ismét a Vígszínház tagja lett. 1956-ban aktívan részt vett a forradalomban. 1957-ben letartóztatták, Kistarcsára való internálásakor az állambiztonsági szervek beszervezték, ekkor maga kérte ügynöki fedőnevéül az utóbb valóságosan is eljátszott szerepálmát, a „Cyranót”.
Molnár a lehető legrosszabb lelkiállapotba él. Lágerlakásban tartózkodik. Felesége elhagyta [kölni rajziskolában ösztöndíjas], gyerekeit [két leányka] örökbe fogadta egy olasz [pontosan Olaszországban élő magyar] nő. Apósával beszéltem, aki erősen befolyásolja, hogy kint maradjon. Több ízben üzent és írt arról, hogy haza kíván térni…
1969-ben Angliába, majd az USA-ba emigrált.

## Családja
Szülei Virágh Ilona és Szakáts Károly voltak. Édesapja érszakácsi származású. Első felesége Nizsinszky Tamara színésznő. Apósa Vaclav Nyizsinszkij orosz balettáncos, anyósa Pulszky Károly művészettörténész és Márkus Emília színésznő leánya Pulszky Romola volt. Gyermekük Szakáts Kinga zenetanár. Második felesége Kemény Judit az Operaház táncosa, koreográfus volt.

## Színházi szerepei
A Színházi Adattárban regisztrált bemutatóinak száma: 67.
- Molnár Ferenc: A császár... Henry Batault
- Rattigan: Napsütés... Mulvaney hadnagy
- Felkai Ferenc: Pilátus... Centurio
- Csehov: Három nővér... Andrej
- Fendrik Ferenc: Vera és családja... Michel
- Romains: Isten veled, világ!... Gróf
- Szirmai Rezső: Visszafelé az úton... István
- Galsworthy: Úriemberek... Ronald Dancy
- Kanin: Ócskavas nagyban... Harry Brock
- Földes Mihály: Mélyszántás... Kis Gáspár
- Gabbe: Mesterek városa... Gijjon
- Fazekas Mihály: Lúdas Matyi... Hajdú
- Brustein: Pányuska iskolája... Danyilov
- Gárdonyi Géza: Egri csillagok... Arszlán bég
- Aliger: Zója... Gyenyiszov
- Klíma: A szerencse nem pottyan az égből... Kovarzs
- Gajdar-Avgyejev: Timur és csapata... Alekszandrov
- Ljubimova: Hólabda... Henry Ridge
- Ivanov: Páncélvonat... Peklevanov
- Jókai–Hevesi: A kőszívű ember fiai... Haynau
- William Shakespeare: Vízkereszt, vagy amit akartok... Orsino herceg
- Kárpáthy Gyula: Zrínyi... Lippay György bíboros kancellár
- Kornyejcsuk: A nagy műtét... Platon Krecsit
- Gyárfás Miklós: Koratavasz... Von Littenstein
- Shaw: Szent Johanna... Warwick gróf
- Capek: Fiaim... András
- Hollós Korvin Lajos: Hunyadi... Cillei
- Anouilh: Antigone... Kreon
- Török Tamás: Esperanza... Máté Kálmán
- Hauptmann: Naplemente előtt... Klamroth
- Balázs Sándor: Érettségi után...
- James: Robin Hood... Richárd
- Mesterházi Lajos: Pesti emberek... Béla
- Tolsztoj: Háború és béke... Mesélő
- Barnassin Anna: Idegen partok előtt... Johannes Félix
- Rostand: Cyrano de Bergerac... Cyrano de Bergerac
- Calderon: Huncut kísértet... Don Luis
- Mesterházi Lajos: A tizenegyedik parancsolat... Zoltán
- Karinthy-Kárpáti-Orbók-Varga: Különös tárgyalás vagy a 'Mikszáth-ügy'... Ügyész
- Heltai Jenő: A néma levente... Agárdi Péter
- Lermontov: Álarcosbál... Arbenyin
- Robert-Duvier-Jeanson: Különös találkozó... Simoneau
- Plautus: Amphitruo... Juppiter
- Mesterházi Lajos: Az ártatlanság kora... Rózsa Szilárd
- Thurzó Gábor: Hátsó ajtó... Zeyk Tamás
- O’Neill: Amerikai Elektra... Adam Brant
- Szmirnenszki: Hriszto Szmirnenszki ünnepi emlékest...
- Füst Milán: Füst Milán est...
- Lermontov-Gracsaninov-Rubinstein-Varlamov-Dargomijszki: Lermontov emlékest
- Vercors: Zoo avagy az emberbarát gyilkos... Sir Arthur Draper
- Miller: Közjáték Vichyben... Marchand
- Shaw: Az orvos dilemmája... Sir Colenso Ridgeon
- Shaw: A cárnő... Patyomkin
- Kastner: A tábornok... A tábornok
- Osborne: Bamberg-vér... Taft alezredes
- Radzinszkij: Filmet forgatunk... Kirill
- Huxley: Mona Lisa mosolya... Dr. James Libbard
- Gorkij: A nap fiai... Borisz Csepurnoj
- Békeffi István: Egy asszonygyilkos vallomása... Ion Marojan
- Rejnus-Renc: Királygyilkosság... Claudius
- Bruckner: Angliai Erzsébet... Cecil
- Sükösd Mihály: A kívülálló... Szitnyai százados
- Miller: Alku... Walter Franz

## Filmszerepei
- Megálmodtalak (1943)
- Egy nap a világ (1944)
- Egy asszony elindul (1949)
- Forró mezők (1949)
- Lúdas Matyi (1949)
- Különös házasság (1951)
- Teljes gőzzel (1951)
- A harag napja (1953)
- Föltámadott a tenger (1953)
- Fel a fejjel (1954)
- Az élet hídja (1956)
- A csodacsatár (1956)
- Láz (1957)
- A Noszty fiú esete Tóth Marival (1960)
- Az ígéret földje (1961)
- Mici néni két élete (1962)
- Házasságból elégséges (1962)
- Az utolsó vacsora (1962)
- A tőr (1962)
- Oldás és kötés (1963)
- Bálvány (1963)
- Fotó Háber (1963)
- Párbeszéd (1963)
- Váltás (1964)
- Karácsonyi ének (1964)
- Déltől hajnalig (1965)
- Honfoglalás 1–3. (1965)
- Fény a redőny mögött (1965)
- Az asszony beleszól (1965)
- Aranysárkány (1966)
- Az első esztendő (1966)
- Édes és keserű (1966)
- Egri csillagok 1–2. (1968)
- A bíró és a hóhér (1968)
- Alfa Rómeó és Júlia (1968)
- Gyilkosság a műteremben 1–2. (1969)
- Az alvilág professzora (1969)

## Szinkronszerepei
- Az álnok papagáj: Victor - Leo Franklyn
- Egymillió fontos bankjegy: Henry Adams - Gregory Peck
- Eltűnt egy asszony: Holman - Otomar Krejca
- A féltékenység ára: Antoine felügyelő helyettes - Louis Jouvet
- A gyilkos: Paolo - Paolo Panelli
- Hajnali levél: Carlo Marini - Fosco Giachetti
- Iván gyermekkora: Grjaznov ezredes - Nyikolaj Grinko
- A lázadó: Sir Charles Broward - George Sanders
- Makrancos hölgy: Petruchio - Andrej Popov
- Ordasok között: Berthold - Vszevolod Akszionov
- Orgonásnegyed: A művész - Georges Brassens
- Rómeó és Júlia: Escalus, Verona hercege - Conway Tearle
- A tárgyalás: Graham Weir - Laurence Olivier
- Távol Moszkvától: Vaszilij Makszimovics Batmanov - Nyikolaj Ohlopkov
- Tizenkét dühös ember: Negyedik esküdt - E. G. Marshall
- A vádlott: Josef Kudrna - Vlado Müller